# دریک دونپورت
دریک دونپورت (به انگلیسی: Derrick Davenport) (زادهٔ ۱۴ ژانویه ۱۹۷۸) یک مدل آمریکایی است که در سال ۲۰۰۶ به عنوان مرد سال مجله پلی‌گرل برگزیده شد.